# Авиационный переулок
Авиацио́нный переу́лок (с 1922 года) — переулок в Северном административном округе города Москвы на территории района «Аэропорт». Расположен между Ленинградским проспектом и Красноармейской улицей. Нумерация домов ведётся от Ленинградского проспекта.

## Происхождение названия
До 1922 года именовался Новопроектированным переулком в связи с появлением при проектировании застройки в районе Петровского парка. 7 июня 1922 года был назван по близости к аэродрому, находившемуся на Ходынском поле.

## История
Изначально застройка переулка была частной. Перед Великой Отечественной войной были возведены два многоэтажных дома на пересечении переулка с Ленинградским проспектом. Современная многоэтажная застройка сформировалась к 1965 году. Около 1960 года прекратил существование Новолазовский переулок, ранее примыкавший к Авиационному с востока.

## Здания и сооружения
По нечётной стороне:
- № 5 — Московский институт электромеханики и автоматики

По чётной стороне:
- № 2 (также Ленинградский проспект, дом 56) — жилой дом. Построен архитектором З. М. Розенфельдом в 1939 году
- № 4а — корпус «Аэропорт» Московской финансово-юридической академии (бывший детский сад)
- № 6 — Московский институт открытого образования
- № 8 — жилой дом, где жил историк-архивист В. Н. Автократов[4]

## Транспорт
- Станция метро Аэропорт.